# Attenti al buffone
Attenti al buffone è un film italiano del 1975 diretto da Alberto Bevilacqua.

## Trama
Marcello è un uomo semplice, un musicista e un padre che vive per la sua famiglia. È sposato con Giulia, donna incapace di trarre soddisfazione dalla vita, con la quale ha avuto due figli. Mentre lui è lontano da casa, Giulia viene concupita dal rude Cesare, detto il ras, uomo senza scrupoli ed ex ufficiale fascista. L'uomo, approfittando dello stato di irrequietezza della donna, riesce a conquistarla e a ottenere l'annullamento del precedente matrimonio (per impotenza sessuale). Al suo ritorno a casa Marcello la trova vuota: la moglie lo ha lasciato portando via i bambini.
Cesare, non pago dell'umiliazione inflitta a Marcello, lo invita ad accettare un risarcimento in denaro a fronte del danno subito. Marcello rifiuta l'offerta e si cala nella parte del guitto. In un susseguirsi di confronti, l'umile buffone riesce a portare alla luce la debole natura del suo antagonista. Alla smania di potere e di godimento del potente sovrano si oppone la fierezza e l'umiltà del buffone.
Cesare si dimostra un uomo indegno; capace di umiliare la moglie per non apparire ingiusto agli occhi dei suoi commilitoni, nel suo furore distruttivo compie un ulteriore gesto di violenza nei confronti della donna. Marcello lo affronta, e riesce a fermarlo dal compiere un gesto estremo.

## Produzione
Il film si chiude con una citazione dell'opera musicale Le chant des Oyseaux di Clément Janequin i cui temi centrali sono appunto l'amore e il tradimento: Svegliate i vostri cuori addormentati, il Dio dell'amore vi chiama. Ennio Morricone, direttore d'orchestra, ha utilizzato diverse arie d'opera dello stesso Janequin come colonna sonora del film su richiesta del regista Bevilacqua.

## Riconoscimenti
- David di Donatello 1976: migliore sceneggiatura